# Juli 1986
Portal Geschichte | Portal Biografien | Aktuelle Ereignisse | Jahreskalender | Tagesartikel

◄ |
19. Jahrhundert |
20. Jahrhundert
| 21. Jahrhundert

◄ |
1950er |
1960er |
1970er |
1980er
| 1990er | 2000er | 2010er | ►

◄ |
1982 |
1983 |
1984 |
1985 |
1986
| 1987 | 1988 | 1989 | 1990 | ►

◄ |
April 1986 |
Mai 1986 |
Juni 1986 |
Juli 1986 |
August 1986 |
September 1986 |
Oktober 1986 |
►
Dieser Artikel behandelt aktuelle Nachrichten und Ereignisse im Juli 1986.

## Tagesgeschehen

### Dienstag, 1. Juli 1986
- London/Vereinigtes Königreich: Das Land übernimmt von den Niederlanden den Vorsitz im Rat der Europäischen Union. Das Amt der Regierungschefin der EWG erhält, wie bereits 1981, Margaret Thatcher.[1]

### Mittwoch, 2. Juli 1986

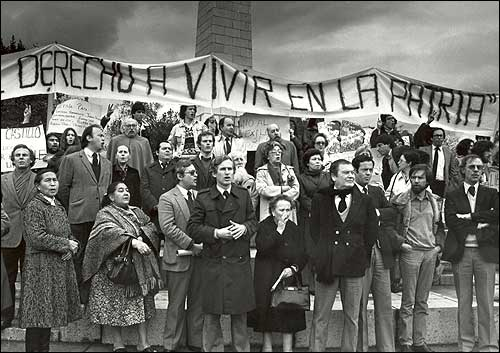
Die Proteste gegen Chiles Diktator Pinochet kann das Regime nicht stoppen

- Santiago/Chile: Angehörige der Streitkräfte Chiles verhaften auf einer Kundgebung gegen die Regierung Pinochet u. a. den 19-jährigen Fotografen Rodrigo Rojas und die 18-jährige Studentin Carmen Gloria Quintana, übergießen sie mit Benzin und zünden die wehrlosen Menschen an.[2]

### Donnerstag, 3. Juli 1986

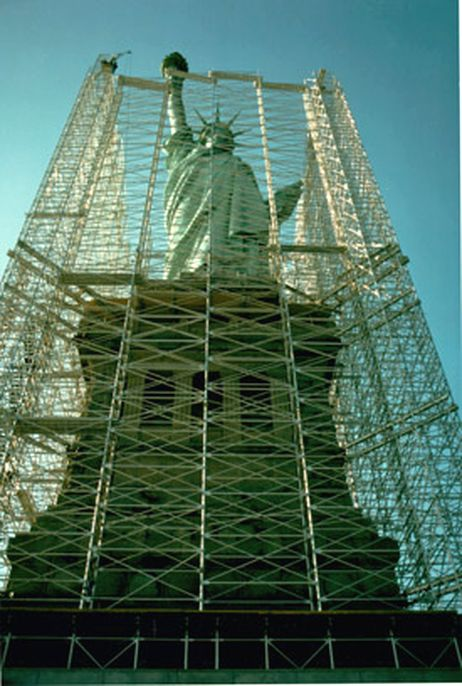
Die Restaurierung der Freiheitsstatue in New York ist abgeschlossen

- Liberty Island, New York/Vereinigte Staaten: In der Stadt New York beginnt das viertägige Fest „Liberty Weekend“ (deutsch „Wochenende der Freiheit“) anlässlich der vollendeten Restaurierung der Freiheitsstatue, die am 28. Oktober 1886 vom damaligen US-Präsidenten Grover Cleveland eingeweiht wurde.[3]

### Freitag, 4. Juli 1986

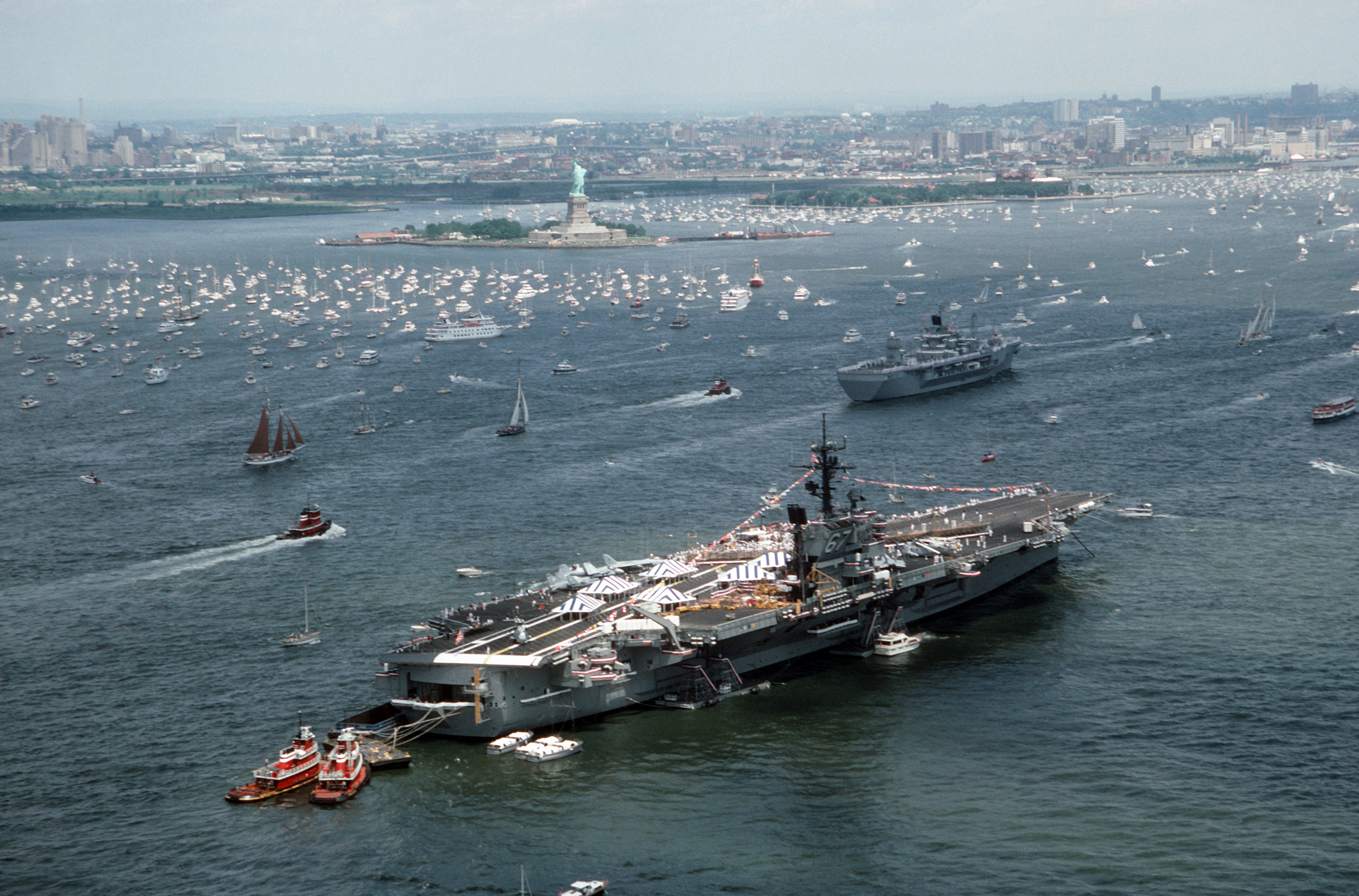
„Liberty Weekend“ in New York: Bootsparade

- New Jersey, New York/Vereinigte Staaten: Die Streitkräfte der Vereinigten Staaten veranstalten am heutigen Unabhängigkeitstag der USA zu Ehren des einhundertjährigen Jubiläums der Freiheitsstatue eine Bootsparade in den Gewässern zwischen New Jersey und New York. US-Präsident Ronald Reagan äußert später am Tag, dass die einzige Gefahr, die dem Land drohe, „von innen“ käme. Er mahnt Versöhnung an.[4][5]

### Samstag, 5. Juli 1986
- London/Vereinigtes Königreich: Titelverteidigerin Martina Navrátilová aus den USA gewinnt das Damen-Einzel-Turnier der Wimbledon Championships im Tennis gegen die Tschechoslowakin Hana Mandliková. Es ist Navrátilovás siebter Turniersieg.[6]

### Sonntag, 6. Juli 1986
- London/Vereinigtes Königreich: Titelverteidiger Boris Becker aus Deutschland besiegt im Finale des Herren-Einzel-Turniers der Wimbledon Championships im Tennis den Tschechen Ivan Lendl und ist im Alter von 18 Jahren zweifacher Wimbledon-Sieger.[7]
- Tórshavn/Färöer: NSÍ Runavík besiegt im Endspiel des Färöischen Fußballpokals im Gundadalur-Stadion den LÍF Leirvík 3:1 und kann den Pokal somit zum ersten Mal gewinnen.

### Dienstag, 8. Juli 1986
- Wien/Österreich: Der parteilose Politiker Kurt Waldheim wird als neuer Bundespräsident vereidigt. Er war von 1972 bis 1981 Generalsekretär der Vereinten Nationen.[8]

### Mittwoch, 9. Juli 1986

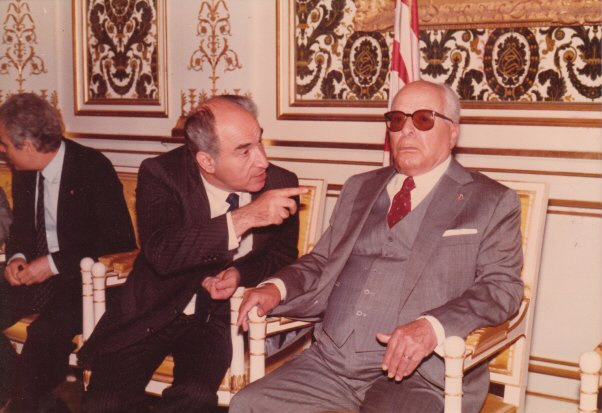
Mohamed Mzali, Habib Bourguiba

- Straßlach/Deutschland: Mitglieder der terroristischen Vereinigung Rote Armee Fraktion ermorden den Physiker Karl Heinz Beckurts und dessen Chauffeur mit einer Sprengfalle. Als Manager bei der Siemens AG pflegte Beckurts geschäftliche Verbindungen zu Militärs und zu Betreibern von Kernkraftwerken, hierin vermuten die Ermittler das Tatmotiv.[9]
- Tunis/Tunesien: Die Währungsreserve des Landes ist fast vollständig aufgebraucht. Aus diesem Grund und wegen des Erstarkens islamistischer Strömungen setzt Präsident Habib Bourguiba den bisherigen Finanzminister Rachid Sfar als neuen Ministerpräsidenten ein. Den bisherigen Amtsträger Mohamed Mzali entließ er am Vortag. Die drei Politiker sind jeweils Mitglied der Sozialistischen Destur-Partei.[10]

### Donnerstag, 10. Juli 1986
- Wien/Österreich: Vier Monate nach dem Votum der niederösterreichischen Wähler für eine eigene Landeshauptstadt beschließt das im Wiener Palais Niederösterreich tagende Landesparlament die Errichtung eines Landhauses in St. Pölten als neuen Parlamentssitz.[11]

### Montag, 14. Juli 1986
- Den Haag/Niederlande: Königin Beatrix nimmt den Amtseid des Ministerpräsidenten Ruud Lubbers vom Christlich-Demokratischen Aufruf für dessen zweite Amtszeit ab.[12]
- Madrid/Spanien: Durch die Explosion einer Autobombe sterben acht Mitglieder der paramilitärischen Polizeieinheit Guardia Civil und 35 weitere Personen werden verletzt. Die baskische Terrororganisation ETA ist Urheber der Tat.[13]

### Mittwoch, 16. Juli 1986
- Casablanca/Marokko: Im Auftrag von König Hassan II. beginnt der Bau der Hassan-II.-Moschee, die bei ihrer Fertigstellung einmal die größte Moschee der Welt nach der Mekka-Moschee sein soll. Der Bauplatz liegt direkt am Meer, so dass zunächst Arbeiten zur Sicherung des Fundaments aufgenommen werden.[14]

### Mittwoch, 23. Juli 1986
- Nordschwarzwald/Deutschland: In der Nähe der Stadt Karlsruhe richtet ein Tornado Forstschäden entlang eines 9 km langen und 300 m breiten Streifens an.[15][16]

### Sonntag, 27. Juli 1986
- Paris/Frankreich: Bei der 73. Auflage der Rad-Rundfahrt Tour de France gewinnt mit Greg LeMond aus den USA zum ersten Mal ein nicht-europäischer Teilnehmer.[17]

### Montag, 28. Juli 1986
- Wladiwostok/Sowjetunion: In einer Rede kündigt Michail Gorbatschow, de facto Staatsoberhaupt der Sowjetunion, den Rückzug von sechs Regimentern der Roten Armee aus der zentralasiatischen DR Afghanistan sowie den Teilabzug der Truppen der Roten Armee aus der Mongolischen Volksrepublik an.[18][19]

### Dienstag, 29. Juli 1986
- Hamburg/Deutschland: Im Polizeipräsidium am Berliner Tor erschießt der so genannte „St.-Pauli-Killer“ Werner Pinzner im Laufe einer Vernehmung den ermittelnden Staatsanwalt und verbarrikadiert sich dann mit seiner Ehefrau am Tatort. Schließlich tötet er diese und sich selbst.[20]

### Mittwoch, 30. Juli 1986

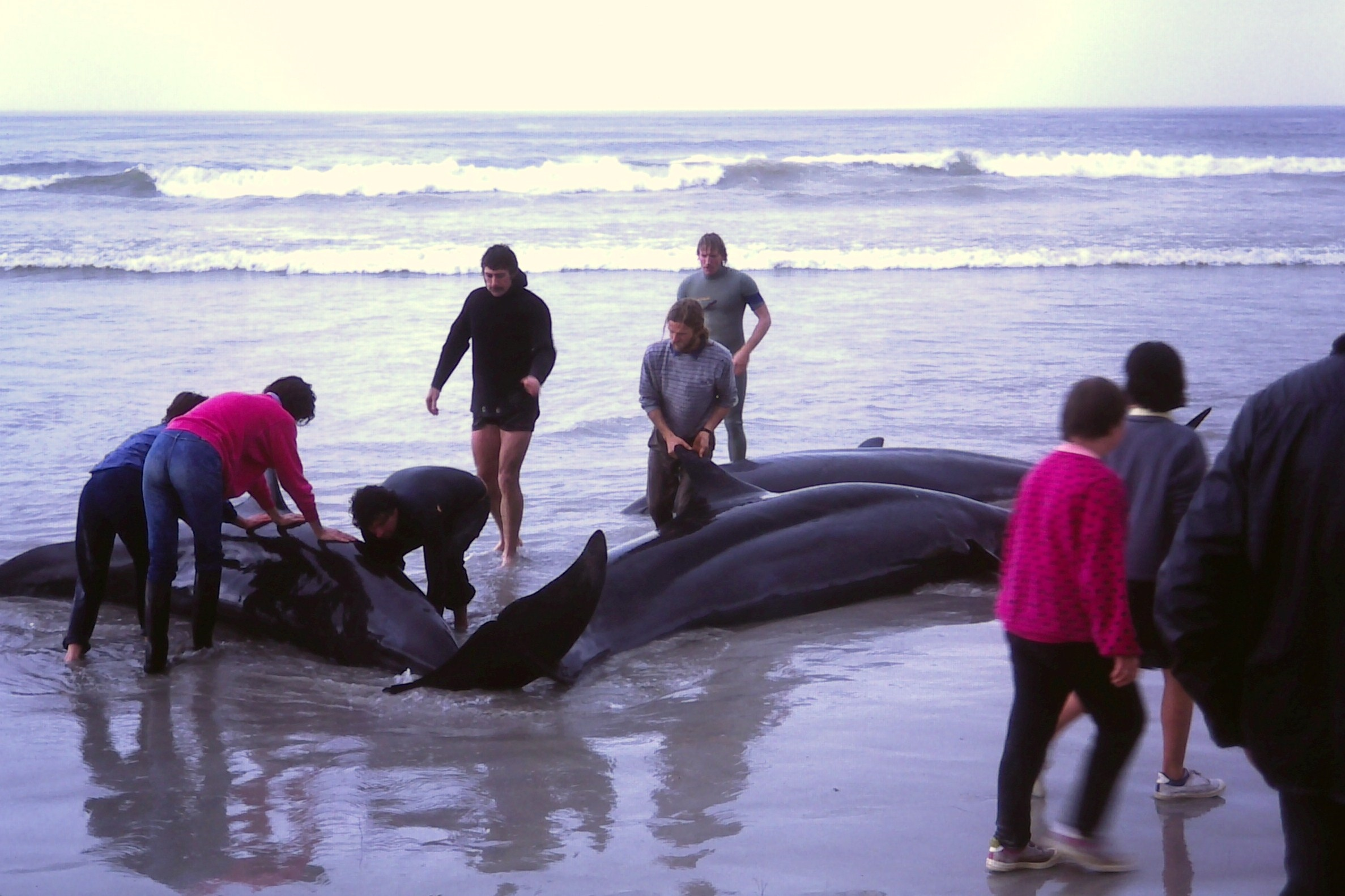
Bemühungen zum Wohle der gestrandeten Wale in West-Australien

- Augusta/Australien: An der Mündung des Blackwood Rivers stranden 114 Kleine Schwertwale. Angereiste Freiwillige übergießen die Tiere mit Wasser und die Behörden kündigen eine Rettungsaktion an.[21]